# Maria Catharina van Dooren

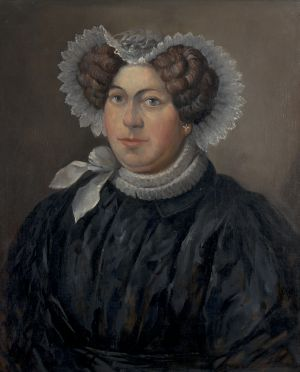
Maria Catharina van Dooren

Maria Catharina van Dooren (getauft am 30. April 1769 in Rotterdam; gestorben am 10. August 1832 ebenda) war eine niederländische Stifterin. Sie gründete das M.C. van Doorens Frauenhilfswerk in Rotterdam.

## Leben
Maria Catharina van Dooren wurde am 30. April 1769 in Rotterdam getauft. Sie war die Tochter des Kaufmanns Henricus Josephus van Dooren (gestorben 1805) und Francisca du Tromp (gestorben 1792). Sie war die letzte Nachfahrin der wohlhabenden katholischen Rotterdamer Familie Van Dooren, die ihr Vermögen im Textilhandel gemacht hatte. Die Familie lebte zum Ende des 18. Jahrhunderts am Grote Markt, dem wirtschaftlichen Zentrum der Stadt. 1818 kaufte Maria Catharina van Dooren ein Haus in der Korte Hoogstraat. Die 25 Jahre jüngere Margaretha Agnes de Vries († 1865) lebte ab den 1820er Jahren bis zu ihrem Tod mit ihr in jenem Haus. Sie gründeten gemeinsam einen karitativen Hilfsdienst. So finanzierten sie aus dem Vermögen von Maria Catharina van Dooren eine wöchentliche und jährliche Ausschüttung an bedürftige Rotterdamer, dies stets in Form von Sachleistungen. Maria Catharina van Dooren starb am 10. August 1832 und wurde in der St. Laurens-Kirche begraben. In ihrem Testament wurde Margaretha Agnes de Vries ein Platz in diesem Grab zugewiesen, doch dazu kam es nicht mehr, da bald darauf ein Verbot für Beerdigungen in Kirchen erlassen wurde.

### Stiftung M.C. van Doorens Frauenhilfswerk
Maria Catharina van Dooren verfasste ein 112 Seiten langes Testament, in dem sie alles ausführlich regelte. Sie verfügte, dass für sie als gute Katholikin zum Heil ihrer Seele tausend Messen gelesen werden sollten. Da dies für die zwei katholischen Kirchen in Rotterdam zu viel war, wurden die Seelenmessen auch in Den Briel und Noordwijk gelesen. Der größte Teil der Bestimmungen bezog sich auf die Errichtung eines Stiftungshauses in ihrem Haus in der Korte Hoogstraat. Sechs unverheiratete katholische Damen, die Gründerinnen, sollten hier die karitative Arbeit von Maria Catharina van Dooren und ihrer Lebensgefährtin fortführen. Mit dem Kapital sollte den Armen Rotterdams geholfen werden, allerdings nur in Form von Sachleistungen. Maximal ein Viertel der Geförderten durften keine Katholiken sein. Eine der Damen musste als „Obergründerin“ fungieren und die Leitung übernehmen. Zur ersten Obergründerin ernannte sie Margaretha Agnes de Vries, die dieses Amt bis zu ihrem Tod im Jahr 1865 innehatte. Die Stiftung wurde 1833 realisiert und jährlich standen etwa 4800 Gulden für Ausschüttungen zur Verfügung. Es stellte sich dann auch heraus, dass das Haus in der Korte Hoogstraat nicht groß genug für die Arbeit und den großen Zustrom war. Für sechs Gründerinnen und zwei Bedienstete wurde eine Erweiterung geplant und ab dem 1. Dezember 1843 erfolgte der Vertrieb aus einem neu errichteten Vertriebshaus.
Der Komplex wurde im Jahr 1899 erneut erweitert. Mittlerweile standen jährlich 25.000 Gulden zur Verteilung zur Verfügung, mit denen die Damen Brennstoff, Kleidung und Lebensmittel für arme Rotterdamer Familien kauften. Weiterhin gab es einen großen Bedarf und 1932 wurde ein neues Gebäude errichtet, diesmal auf der Coolvest. Das Gebäude wurde bei einem Bombenangriff im Jahr 1940 fast vollständig zerstört und die Gründerinnen nahmen ihre Arbeit von verschiedenen anderen Standorten aus wieder auf. 1970 änderten die Direktoren die Satzungsbestimmungen der Vrouwengesticht van Weldadigheid, mit den Mitteln, die 1843 zur Verfügung standen, konnte die Armut nicht mehr bekämpft werden. Sie fusionierten mit zwei anderen Rotterdamer Institutionen und 1974 wurde die Stichting Verenigde Stichtingen van Dooren-Blankenheym-Van Lede gegründet.